# رام شاندرا بودل
رام شاندرا بودل   (باللغة النيبالية: राम चन्द्र पौडेल) هو سياسي نيبالي وحاليًا الرئيس المنتخب لنيبال. حيث جرى انتخاب بودل في 9 مارس 2023. وهو زعيم بارز في حزب المؤتمر النيبالي.

## الحياة السياسية
في انتخابات الجمعية التأسيسية لعام 2008، انتُخب عن دائرة تاناهي -2، وحصل على 18970 صوتًا. وانتُخب زعيمًا لحزب المؤتمر النيبالي في 20 يونيو 2009، وحصل على 61 صوتًا مقابل شير بهادور ديوبا، رئيس الوزراء السابق الذي حصل على 48 صوتًا.
بودل هو زعيم بارز وعضو اللجنة المركزية في حزب المؤتمر النيبالي، وكان قد شغل منصب القائم بأعمال رئيس الحزب بعد وفاة رئيس الحزب سوسيل كويرالا. شارك بنشاط في التنظيم الحزبي لسنوات عديدة كعضو في اللجنة المركزية ونائب للرئيس.

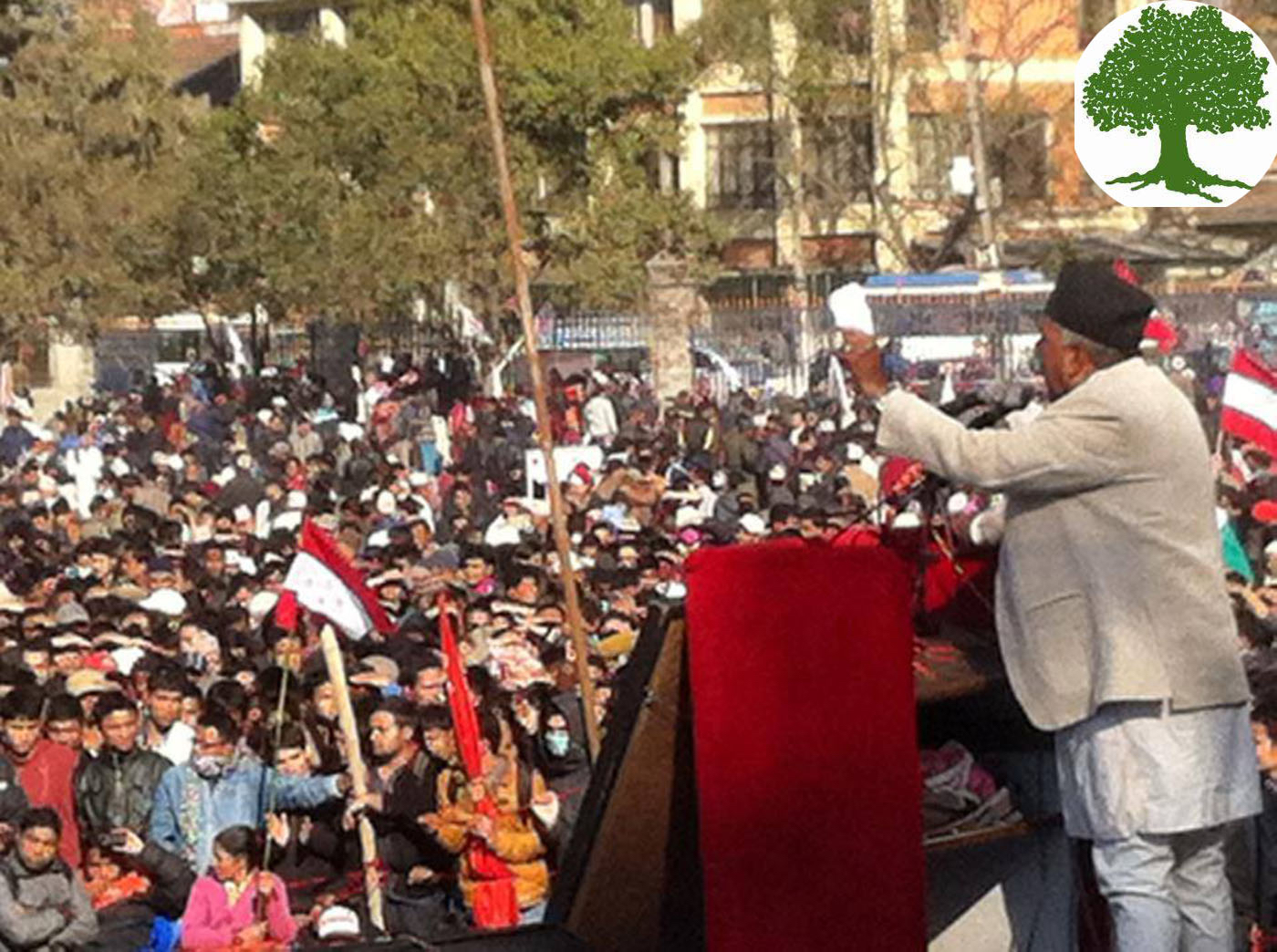
خطبة وسط تجمع جماهيري

## الحياة الشخصية
ولد بودل في سبتمبر 1944 لعائلة مزارع من الطبقة العليا في قرية ساتيسوارا النائية الواقعة في منطقة تاناهون في غرب نيبال. وهو متزوج وله خمسة أولاد: أربع بنات وولد واحد.

## التعليم
حصل على الماجستير في الأدب النيبالي من جامعة تريبهوفان، كاتماندو عام 1971، وقد كان ذلك أثناء احتجازه في السجن كزعيم مناهض للبانشایات.
وحصل على SASTRI عام 1967 في الأدب السنسكريتي من جامعة تريبهوفان.

## المنشورات
حصل بودل على العديد من الجوائز الأدبية في العديد من المناظرات ومسابقات المقالات.
ويكتب بشكل متكرر في الشؤون السياسية والنظرية التي تنشر باللغات الوطنية.
حصل على جائزة ماهيندرا بيكرام شاه عام 1987 عن مقال بعنوان «حالة حقوق الإنسان في نيبال».
أصدر مؤلفاته التالية:
- ماذا يقول المؤتمر النيبالي (1976)
- ساتياغراها Satyagraha- لماذا وكيف (1984)
- الاشتراكية الديمقراطية - دراسة (1990)
- رحلة الإيمان (1996)
- أبهييسابتا إتيهاس Abhisapta Etihas (2004)
- الاشتراكية - في سياق جديد (2012)
- الثورة الزراعية والاشتراكية (2013)

## حياته السياسية المبكرة
1. تأثر بشكل كبير بالعملية غير الدستورية التي شملت حل البرلمان وإقالة الحكومة المنتخبة بقيادة كويرالا Koirala في ديسمبر 1960، وقرر المشاركة في الحركة من أجل استعادة الحقوق الديمقراطية في أوائل سن 16.
2. ارتبط بحركة التمرد المسلحة لاستعادة الديمقراطية والاستيلاء على بهاراتبور/شيتوان في عام 1961.
3. أطلق الحركة الطلابية الحرة عام 1962.
4. انتُخب رئيساً لاتحاد طلاب كلية ساراسواتي عام 1966.
5. انتُخب رئيسًا مؤسسًا للجنة الطلاب في غانداكي عام 1966.
6. انتُخب أمينًا عامًا لرابطة الشباب الاشتراكي الديمقراطي (DSYL) عام 1967.
7. تولى مبادرة مهمة في تنظيم اتحاد طلاب نيبال 1970 وانتخب عضوا كبيرا في لجنة الاتحاد.
8. انتخب عضوا في حزب المؤتمر النيبالي لجنة مقاطعة تاناهون في عام 1977.
9. انتخب نائبا لرئيس لجنة منطقة تاناهون بالمؤتمر النيبالي عام 1979.
10. انتخب رئيساً للجنة الحملات المتعددة الأحزاب في منطقة تاناهون عام 1980.
11. عين منسقا للجنة الدعاية المركزية للمؤتمر النيبالي عام 1983.
12. عين كعضو في اللجنة المركزية للمؤتمر النيبالي وشغل منصب رئيس مكتب الدعاية على المستوى المركزي في عام 1987.
13. انتخب كعضو في البرلمان عن دائرة تاناهون رقم 1 بعد فوزه على مرشح الحزب الشيوعي النيبالي (الجبهة الشعبية المتحدة) بهامش كبير. (1991)
14. شغل منصب وزير التنمية المحلية والزراعة من 29 مايو 1991 إلى 1994.
15. انتُخب كعضو في البرلمان عن دائرة تاناهون رقم 2 بفوزه على مرشح الحزب الشيوعي النيبالي (UML) بهامش كبير من الانتخابات العامة التي أجريت في عام 1994.
16. انتخب رئيسا لمجلس النواب (مجلس النواب) عام 1994 وعمل حتى عام 1998.
17. شغل منصب وزير الداخلية ونائب رئيس وزراء نيبال في الفترة من 1999 إلى 2002.
18. عمل منسق أمانة السلام التي ضمت ممثلين عن الأحزاب السياسية العليا. (2006-2007)
19. شغل منصب وزير السلام والإعمار من 2007 إلى 2008
20. تولى منصب الأمين العام للجنة المركزية للمؤتمر النيبالي عام 2006.
21. تولى منصب نائب رئيس اللجنة المركزية للمؤتمر النيبالي عام 2007.
22. انتُخب كعضو في الجمعية التأسيسية من دائرة تاناهون رقم 2 بهزيمة مرشح الحزب الشيوعي النيبالي (الماويون) من انتخابات عام 2008.
23. انتُخب كزعيم للحزب البرلماني لحزب المؤتمر النيبالي بهزيمة رئيس وزراء نيبال 3 مرات والزعيم شير بهادور ديوبا، 2008.
24. شغل منصب نائب رئيس المؤتمر النيبالي بعد انتخابه كعضو لجنة العمل المركزية للحزب في الجمعية العامة الثانية عشرة للحزب في عام 2009. شغل منصب القائم بأعمال رئيس حزب المؤتمر النيبالي. الدور بعد زوال سوشيل كويرالا.
25. انتُخب كعضو في الجمعية التأسيسية من دائرة تاناهون رقم 2 بفوزه على مرشح الحزب الشيوعي النيبالي (UML) من انتخابات CA الثانية التي عقدت في عام 2013. انتخب أيضا عضوا في البرلمان من انتخابات 2022. وكان يشغل منصب عضو البرلمان في نيبال لفترة الولاية السادسة قبل انتخابه رئيسًا.
26. انتخب رئيسًا لنيبال في 9 مارس 2023.

## سنوات السجن
قضى أكثر من 15 عامًا متفرقة في السجن في مناسبات مختلفة لكونه معارضًا لنظام البانشيات الديكتاتوري.
- 1962- احتُجز لمدة 10 أشهر فيما يتعلق بالاستيلاء المسلح على بهاراتبور من قبل المؤتمر النيبالي.
- 1964- اعتقل لمدة 12 شهرًا بسبب الحركة الطلابية في كاتماندو.
- 1966- احتُجز لمدة 6 أشهر لضلوعه في حركة الإطاحة بنائب المفتش العام للشرطة آنذاك.
- 1967- اعتقل لمدة 14 شهرًا بسبب الأنشطة التنظيمية لـ DSYL في بوخارا.
- 1969 - اعتقل لمدة عام في كاتماندو فيما يتعلق بإعادة تنظيم DSYL في غرب نيبال.
- 1970- احتُجز لمدة 3 أشهر في كاتماندو لمشاركته في تنظيم وافتتاح اتحاد طلاب نيبال.
- من عام 1971 إلى عام 1975 - احتجز لمدة 4 سنوات لقيامه بنشاط في تنشيط الأنشطة السياسية بعد الإفراج عن كويرالا
- 1977- احتُجز لمدة 10 أشهر لمشاركته في مؤتمر باتان للمؤتمر النيبالي حيث جرى اتخاذ قرار بإطلاق حركة عصيان مدني (ساتياغراها) لاستعادة الديمقراطية والإفراج عن الزعيم المريض كويرالا.
- 1979- احتُجز لمدة 6 أشهر لتوليه دورًا قياديًا في الحركة التي أدت في نهاية المطاف إلى إجراء الاستفتاء للاختيار بين الديمقراطية متعددة الأحزاب أو دستور البانشيات الأقل حزبيًا (كانت البانشيات مجالس منظمة على المستوى المحلي، ويفترض أن تضمن تمثيل المواطنين. ومع ذلك، فقد مارس الملك سلطة أقوى بكثير مما كانت عليه في دستور 1959 ويمكنه تعديل الدستور أو تعليقه في حالة الطوارئ. )
- 1981- احتُجز لمدة 6 أشهر فيما يتعلق بمقاطعة الانتخابات التي أجريت حسب دستور حزب بانشيات.
- 1985 - احتجز لمدة 9 أشهر فيما يتعلق بحركة العصيان المدني (ساتياغراها)
- 1988 - احتُجز لمدة 3 أشهر بتهمة نشر جهاز المؤتمر النيبالي وخرق قانون النشر بموجب نظام بانشايات.

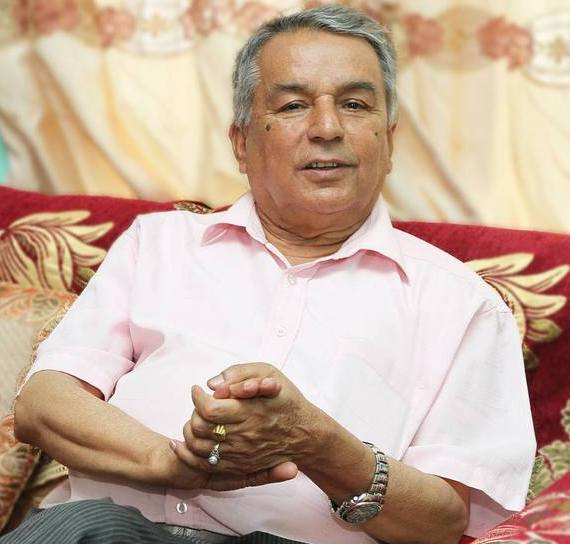
بودل، المفكر الأيديولوجي

(م) 1989 - اعتُقل لمدة 5 أشهر في باغلونغ بتهمة تنظيم وإلهام الناس للمشاركة في حركة استعادة الديمقراطية.
- 2003-2005 - احتُجز لمدة عام ونصف العام إجمالاً بعد أن فرض الملك -آنذاك- جيانيندرا بيكرام شاه "حكم الملوك مباشرة" وذلك بعد مذبحة القصر الملكي في عام 2001.
- العديد من الاعتقالات البسيطة الأخرى خلال نظام بانشيات.

## الأوسمة
- حصل بودل على وسام جراند كوردون من وسام الشمس المشرقة من اليابان لمساهماته في تعزيز العلاقات بين نيبال واليابان في عام 2020.[6]

## روابط خارجية
- صفحة الفيسبوك